# Pirecme
Nella mitologia greca,  Pirecme o Pirecmo era il nome di diversi personaggi di cui si raccontano le gesta.

## Il mito
Sotto tale nome ritroviamo:
- Pirecme, uno dei condottieri, capo dei peoni, che si alleò con Troia durante la guerra contro gli Achei. Durante i combattimenti uccise Eudoro, lo scudiero o come altri dicono consigliere di Patroclo, venendo ucciso subito dopo da Patroclo stesso;
- Pirecme, re dell'Eubea citato in un racconto che riguardava Eracle. Quando egli era ancora giovane combatté contro Pirecme uccidendolo sulle rive di un fiume. Tale fiume fu chiamato Eracleio;
- Pirecme, soldato esperto fromboliere grazie al suo coraggio Ossilo ottenne la vittoria sui nemici, gli Epei. Combatté contro Digmeno, soldato dell'esercito nemico.

### Interpretazione e realtà storica
Esisteva una leggenda seconda la quale i cavalli quando si abbeveravano a quel fiume si sentiva un forte nitrito.

### Fonti
- Plutarco, Moralia, 307
- Omero, Iliade, II 848

### Moderna
- Luisa Biondetti, Dizionario di mitologia classica, Milano, Baldini & Castoldi, 1997, ISBN 978-88-8089-300-4.
- Anna Ferrari, Dizionario di mitologia, Litopres, UTET, 2006, ISBN 88-02-07481-X.
- Anna Maria Carassiti, Dizionario di mitologia classica, Roma, Newton, 2005, ISBN 88-8289-539-4.
- Pierre Grimal, Enciclopedia della mitologia, a cura di Carlo Cordié, traduzione di Pier Antonio Borgheggiani, prefazione di Charles Picard, 2ª ed., Brescia, Garzanti, 2005, ISBN 88-11-50482-1.